# Drahovce
Drahovce jsou obec na pravém břehu Váhu, přibližně 6 km na jih od okresního města Piešťany. Se svými více než dva a půl tisíci obyvatel patří mezi největší obce piešťanského okresu.

## Poloha
Obec leží na hlavní silnici mezi Trnavou a Piešťany, v jižní části považského výběžku Podunajské roviny na nivě Váhu. Podstatná část katastru je rozložena na úrodné hnědozemi.

## Osobnosti
- Michal Alojz Trnka (1746–1821), příslušník jezuitského řádu, kněz, doktor filozofie, doktor teologie, učitel a univerzitní profesor. Přibližně v roce 1830 dal postavit uprostřed obce kapli a zasvětil ji svatému Michalovi. Dnes je zasvěcena sv. Cyrilovi a Metodějovi.